# Joel Jansson
Per Joel Jansson, född 17 februari 1892 i Västlands församling, Uppsala län, död 6 juli 1977 i Västlands församling, Uppsala län, var en svensk nyckelharpist och lantbrukare.

## Biografi
Jansson föddes 1892 i Västlands församling. Jansson började spela nyckelharpa redan som barn och hade spelmannen Karl Anderén som förebild. När han blev 15 år gammal började han att spela med spelmannen Anders Wadman. Jansson ägde en silverbasharpa som var tillverkad av Wadman. Under 1920–talet medverkade Jansson på flera spelmanstävnlingar.

## Diskografi
- 1976 – Silverbasharpa (MUM LP 1).[5]